# Földközi-tengeri uborka
A földközi-tengeri uborka (Holothuria forskali) a tengeriuborkák (Holothuroidea) osztályának Holothuriida rendjébe, ezen belül a Holothuriidae családjába tartozó faj.

## Előfordulása
A földközi-tengeri uborka elterjedési területe Anglia délnyugati partjától az Atlanti-óceán európai partja mentén a Földközi-tengerig húzódik.

## Megjelenése
A földközi-tengeri uborka feketés- vagy vörösbarna, hurka alakú teste eléri a 25 centiméter hosszúságot, hátoldalán sötétebb szemölcsök (papillák) ülnek, melyeknek vége fehér. Alsó testoldalán levő ambulakrális lábacskái nem rendeződnek sorokba.

## Életmódja
A földközi-tengeri uborka a tengerifűvel benőtt homokos és sziklás fenékrészeken telepedik meg, a vízfelszíntől 100 méter mélységig. A legkisebb nyugtalanításra hosszú, fehér, ragadós fonalakat, úgynevezett Cuvier-féle tömlőket lök ki kloákáján keresztül. Támadója, amelyre ezek rátapadnak, egyre jobban belegabalyodik a ragadós fonalszövevénybe. Különösen erős ingerhatásra olykor belét és tüdőfáját is kiveti magából. A táplálékául szolgáló szerves anyagokat tartalmazó iszapot és homokot tapogatóival lapátolja szájnyílásába. Ebből csak a szerves eredetű részeket emészti meg.